# تكلفة اقتناء عميل
تكلفة اقتناء عميل (يُشار إلى هذا المصطلح اختصارًا بالإنجليزية باسم CAC) وهو مبلغ من المال تحتاج المؤسسة التجارية لإنفاقه لكسب عميل إضافي.
ويمكن تعريفه على انه التكلفة المرتبطة في إقناع العملاء لشراء منتج أو خدمة ما. وهو هذه التكلفة التي تتكبدها المنظمة لإقناع العملاء المحتملين. ويعبر هذا الؤشر مقياس هام لاعمال المنظمة لأنه يلعب دوراً رئيسيا في احتساب قيمة العميل إلى الشركة والعائد الاستثمار (ROI) من هذا الاقتناء.
يساعد حساب قيمة العميل بالنسبة للشركة على تقرير كم من المربح ان تنفق من مواردها للحصول على عميل معين. وبشكل عام يساعد على تحديد قيمة العميل بالنسبة للمنظمة.
تكلفة شراء العميل (يختصر إلى CAC) يشير إلى الموارد التي يجب أن تخصص الأعمال تجارية (مالية أو غير ذلك) من أجل اكتساب عميل إضافية.
عادة ما يتم التعبير عن تكلفة اقتناء عميل بأنها نسبة من مجموع التكاليف الإجمالية للمبيعات والتسويق والنفقات العامة مقسومة على عدد العملاء الذين يتم اكتسابهم خلال فترة زمنية معينة.

## استخدامات وثيقة الصلة
يمكن استخدام تكلفة اقتناء عميل فيما يتعلق بمبيعات البرامج كخدمات (SaaS) وبرامج أعمال لأعمال والشركات الناشئة. ويرد النظام المتري في منشورات الشركات ذات رأس المال المجازف مثل Accel Partners أو Bessemer Venture Partners أو Matrix Partners. كما ترد نسبة تكلفة اقتناء عميل في المجلات ذات الاهتمامات الاقتصادية مثل فوربس وInc.com.